# Музей истории архитектуры Софийского собора (Полоцк)
Музей истории архитектуры Софийского собора (бел. Музей гісторыі архітэктуры Сафійскага сабора) размещается в Софийском соборе, памятнике архитектуры середины XI — середины XVIII веков. Здесь регулярно проводится Международный фестиваль органной музыки «Званы Сафіі».

## История
Музей истории архитектуры Софийского собора был открыт в 1987 году. В 1983 году в Софийском соборе был открыт Концертный зал, рассчитан на 304 места.

## Экспозиция
Музей посвящён истории древнейшей каменной постройки на территории современной Беларуси. В Софийском соборе демонстрируются фрагменты кладки XI века, древний фундамент, а также фресковые росписи конца XI века. Экспозиционная площадь составляет 870 кв. м.